# Contrada Sant'Erasmo
La contrada Sant'Erasmo è una delle otto contrade in cui è divisa la città lombarda di Legnano. È situata a sud-est e confina con i comuni di San Vittore Olona e Cerro Maggiore. Partecipa annualmente al palio di Legnano ed è stata istituita in occasione dell'organizzazione della festa del Carroccio (1932).

## Storia
Sant'Erasmo è una contrada collinare caratterizzata dai sali-scendi di alcune strade. Il rione è situato in posizione leggermente più elevata rispetto al centro storico di Legnano, che si trova infatti a valle, lungo il corso del fiume Olona. Queste alture sono conosciute come "Colli di Sant'Erasmo".

Etichetta risalente all'inizio del Novecento del vino "Colli di Sant'Erasmo"

Questa zona sopraelevata corrisponde a un grande pianalto morenico che si estende su un ampio territorio e che si è formato grazie ai depositi accumulati nel corso dei secoli dal fiume Olona; tale deposito geologico naturale è chiamato dai legnanesi con l'appellativo di "Ronco" (da cui il nome di un'area verde urbana che si trova invece compresa tra i confini della contrada Legnarello, il Parco Bosco dei Ronchi). In origine, all'altezza del Ronco, l'Olona formava un'ansa verso sinistra che portò all'accumulo di detriti e alla nascita del pianalto.
In antichità vi si produceva il pregiato vino Colli di Sant'Erasmo (o "Ronchi di Sant'Erasmo"). L'attività vinicola del rione, un tempo fiorente, fu messa in crisi a metà del XIX secolo da alcune malattie della vite. La prima infezione comparve tra il 1851 ed il 1852 e causò una rapida diminuzione della quantità di vino prodotta in Lombardia: gli ettolitri di vino prodotti passarono da 1.520.000 del 1838 a 550.000 nel 1852.
L'arresto definitivo della produzione vinicola coincise con il manifestarsi, tra il 1879 e il 1890, di altre due malattie della vite: la peronospora e la fillossera. In seguito a queste epidemie, le coltivazioni vinicole nell'intero Altomilanese scomparvero, ed i contadini concentrarono gli sforzi nella produzione di cereali e bachi da seta. Nelle altre zone vinicole lombarde il problema fu risolto con l'innesto di specie di viti immuni alle malattie (uva americana).

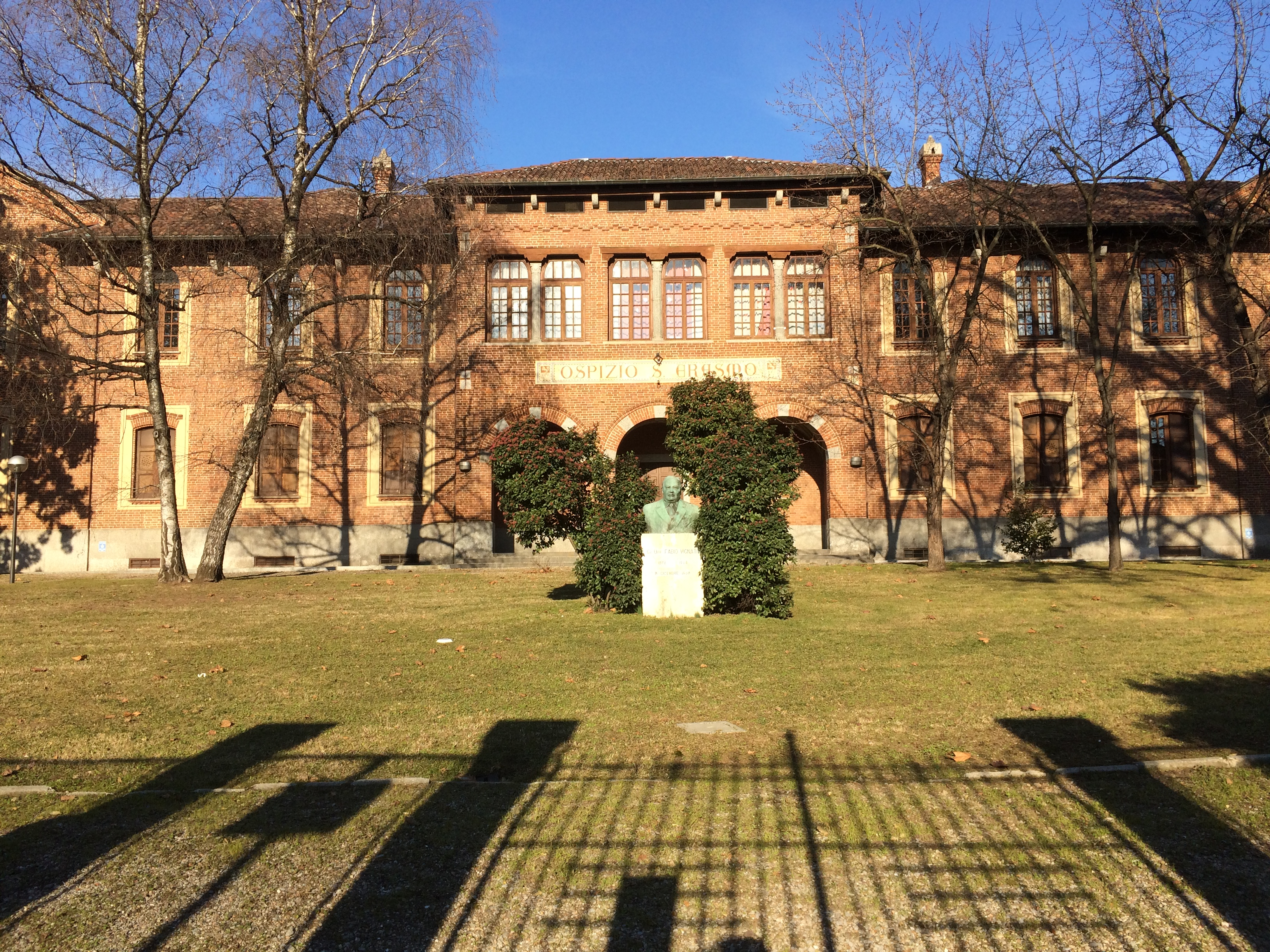
Il moderno ospizio Sant'Erasmo

Gli ultimi campi dei colli di Sant'Erasmo coltivati a vite furono eliminati nel 1987 per consentire la costruzione, tra via Colli di Sant'Erasmo, via Canazza e via Trivulzio, di un parcheggio a servizio dello storico e vicino ospedale civile, in seguito trasferito in un'altra zona di Legnano.
Nel Medioevo i pellegrini che percorrevano una delle vie romee diretti a Milano, la cosiddetta via romana, avevano tra le soste anche l'ospizio Sant'Erasmo. Legnano era infatti la quarta stazione dal passo del Sempione e l'ultima prima di Milano. Da Milano i pellegrini si dirigevano poi a Roma oppure a Venezia, dove potevano imbarcarsi per la Terra santa. L'ospizio Sant'Erasmo aveva quindi funzione di luogo di ricovero, di preghiera e di cura per gli malati, oltre che di ospedale e orfanotrofio per gli abitanti locali. L'ospizio Sant'Erasmo era forse riferimento anche per i crociati. All'ospizio era infatti possibile anche cambiare i cavalli, dato che era presente una stalla. L'ospizio medioevale fu demolito nel 1926 per ampliare la strada statale del Sempione e venne sostituito nel 1927 da un edificio moderno avente la medesima funzione e lo stesso nome.

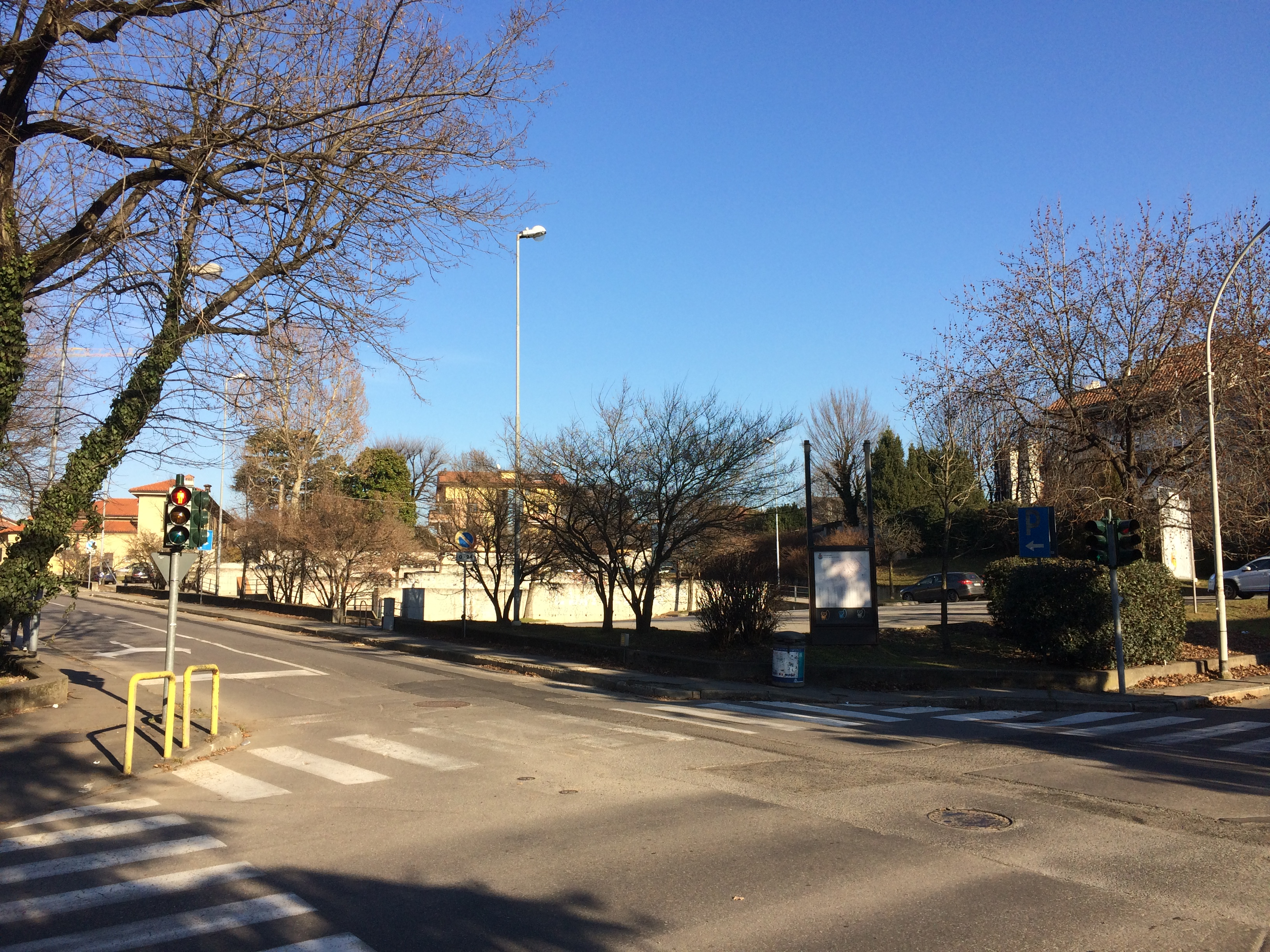
Il parcheggio situato tra via Colli di Sant'Erasmo, via Canazza e via Trivulzio: qui si trovavano, fino al 1987, gli ultimi coltivati a vite dei Colli di Sant'Erasmo

In passato esisteva, sul territorio della moderna contrada, anche il convento di Santa Caterina: in tale monastero abitò e scrisse le alcune sue opere Bonvesin de la Riva, il maggiore poeta e scrittore lombardo del XIII secolo. Fu uno scrittore prolifico, soprattutto in volgare milanese, di cui rimangono diciotto opere. Della sua produzione in latino ne restano invece solo tre. Nato a Milano, giunse a Legnano probabilmente nel 1270 in veste di frate Umiliato: nel convento di Santa Caterina scrisse una delle sue opere più note, il De quinquaginta curialitatibus ad mensam, un manuale di buone maniere da tenera a tavola che, a dispetto del titolo in latino, è stato redatto in volgare. Il primo verso di tale opera recita:
(Bonvesin de la Riva)
Con questa rima, Legnano fa il suo esordio nella letteratura italiana.

## La chiesa di riferimento

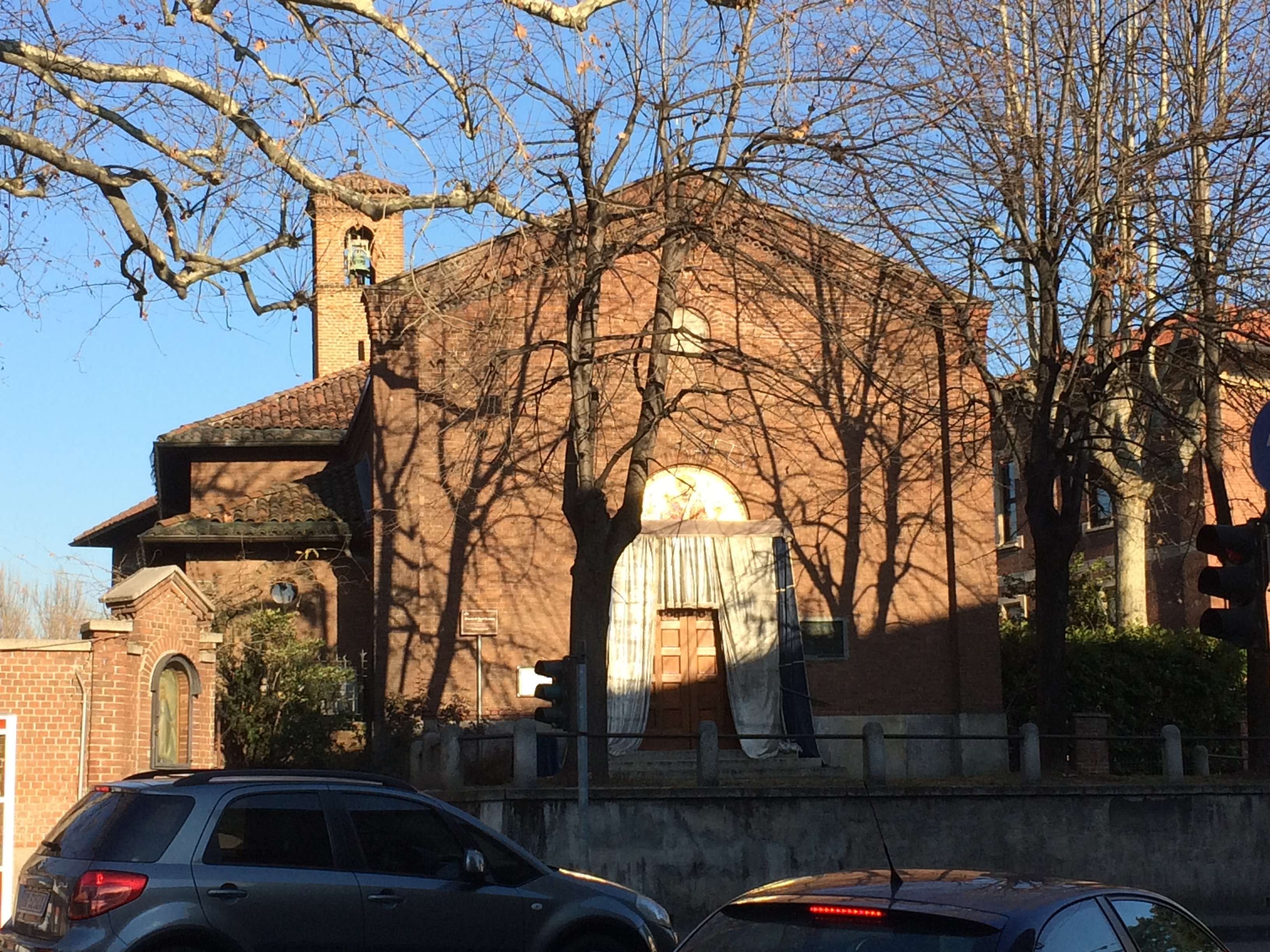
La chiesa di Sant'Erasmo

La contrada fa riferimento alla chiesa di Sant'Erasmo, che è stata ricostruita nel 1490. In occasione della vittoria della contrada nella corsa ippica, la copia della croce di Ariberto da Intimiano viene solennemente traslata nella chiesa di riferimento del rione vincitore e qui conservata per un anno: questo ambito simbolo di vittoria è custodito nella chiesa fino all'edizione successiva del palio.
Questo edificio religioso, che è dedicato a sant'Erasmo di Formia, era annesso al citato e omonimo ospizio medioevale. La prima citazione di questa chiesa è contenuta in un documento del 1389, il Liber Notitiae Sanctorum Mediolani, che fu scritto da Goffredo da Bussero. La chiesa, nella forma moderna, come accennato, risale al 1490: nel 1677 fu ristrutturata la facciata, che venne dotata di lesene e di un nuovo timpano triangolare. La chiesa fu oggetto di ristrutturazione nel 1925, in occasione della ricostruzione dell'ospizio, quando vennero restaurati i muri esterni e la facciata, che fu realizzata con uno stile trecentesco.
Di grande valenza artistica è una pala d'altare di Benvenuto Tisi, detto "Il Garofalo", oppure di Cristoforo Lampugnani (l'attribuzione è dubbia), riproducente la Madonna col Bambino.

## Il maniero

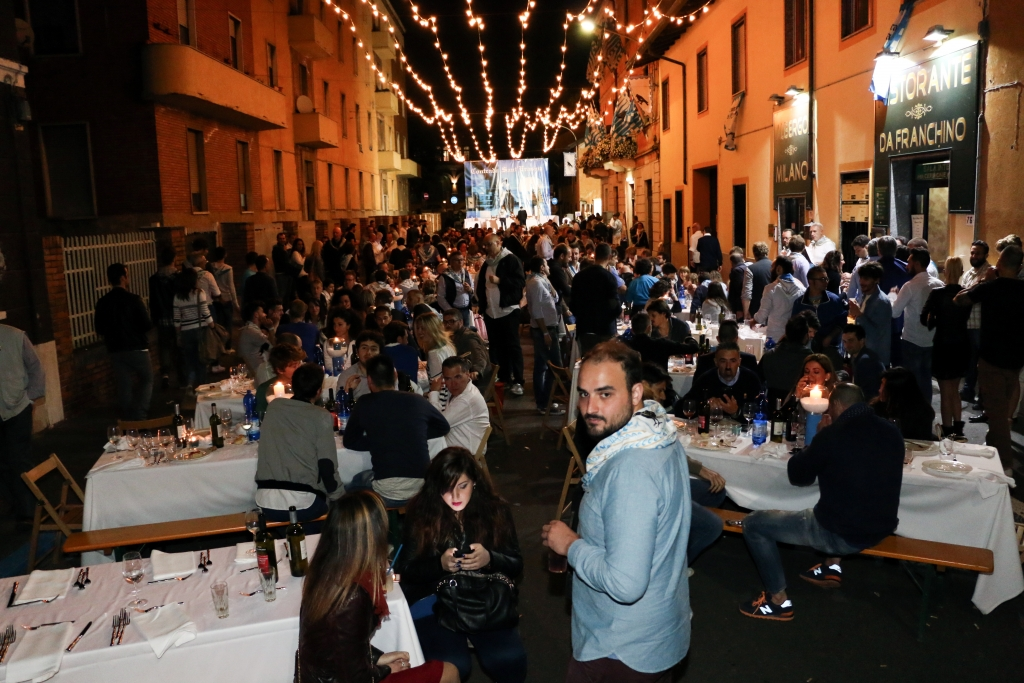
Cena propiziatoria della contrada Sant'Erasmo per il palio di Legnano 2015

Nel corso della sua storia la contrada ha cambiato diversi manieri. Il primo è stato uno scantinato di casa Morelli, poi la sede è stata trasferita in casa Vignati lungo corso Sempione e in seguito in uno stabile di via Grigna. Dagli anni ottanta il maniero della contrada ha sede in via Milano, vicino all'incrocio con corso Sempione, in un edificio che un tempo ospitava un panificio.

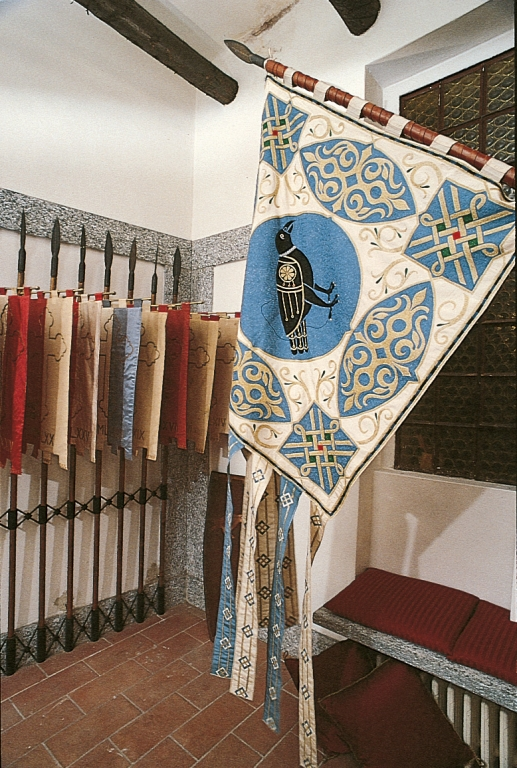
Interno del maniero della contrada Sant'Erasmo

Della vecchia destinazione d'uso dei locali è rimasto un antico camino, che si trova all'interno della sala d'armi e che è stato accuratamente restaurato. Sul camino è stata collocata una piastra di rame lavorato a sbalzo che raffigura Alberto da Giussano su un cavallo rampante.
La sala d'armi è arricchita da quattro formelle di rame riproducenti il Carroccio; all'interno della sala d'armi sono poi conservati gli stendardi e le bande della vittoria, ovvero i vessilli bianchi e rossi (i colori dello stemma comunale di Legnano) che sono stati consegnati alla contrada in occasione delle vittorie al palio e che riportano la data della vittoria in numeri romani.
All'interno del maniero sono poi presenti un bar e il salone principale che può ospitare, anche in occasione di cene, fino a una settantina di ospiti.
Dal 1º maggio 2018 il maniero ha una nuova casa, in via Canazza: l'inaugurazione è avvenuta durante la tradizionale giornata dei Manieri Aperti.

## Lo stemma ed i colori

L'antico ospizio Sant'Erasmo medievale, demolito nel 1926 e ricostruito l'anno successivo, con la facciata decorata dagli affreschi eseguiti dai fratelli Lampugnani tra il XIV e il XV secolo

Il corvo, simbolo della contrada, ha origine da una leggenda legata all'antico convento di Santa Caterina e situata cronologicamente poco prima della battaglia di Legnano, intorno all'anno 1000.
Si narra che da questo monastero, ad un certo punto, iniziò a scomparire del cibo, e quindi il padre superiore, Bernardo Paletta, decise di istituire un servizio di guardia che controllasse la dispensa. Il mattino seguente il frate di guardia, fra' Camillo, vide entrare dalla finestra un corvo dal piumaggio così nero e lucido da farlo sembrare azzurrognolo. L'animale, ad un certo punto, rubò del pane e del formaggio dalla dispensa, e volò fuori dalla finestra. I frati seguirono il corvo e videro l'animale dirigersi verso un gruppo di tre anziani che erano raggruppati intorno ad una tovaglia bianca. A questo punto l'animale scese dai tre e diede loro il cibo. Per ringraziare Dio del miracolo, i frati decisero di costruire un ricovero, il già citato ospizio Sant'Erasmo. Tale edificio di ricovero fu poi dedicato a sant'Erasmo perché vicino al luogo dove gli anziani consumarono il pasto era presente una piccola cappella dedicata a questo santo.
Per tale motivo l'azzurro dello stemma della contrada simboleggia il cielo e la carità, mentre il bianco l'amore e la saggezza. Il gonfalone invece richiama il corvo, il suo piumaggio azzurrognolo e la tovaglia bianca dei tre anziani.

## Albo d'oro delle reggenze
L'albo d'oro delle reggenze della contrada Sant'Erasmo è:
| Anno | Capitano           | Castellana            | Gran priore             | Scudiero         |
| --- | ------------------ | --------------------- | ----------------------- | ---------------- |
| 1935 | Giuseppe Zamaretti | Maria Bongini         | -                       | -                |
| 1936 | Giuseppe Zamaretti | Maria Bongini         | -                       | -                |
| 1937 | Pietro Pavan       | Angelica Uboldi       | -                       | -                |
| 1938 | Pietro Pavan       | Angelica Uboldi       | -                       | -                |
| 1939 | Guerino Mutti      | Angelica Uboldi       | -                       | -                |
| Dal 1940 al 1951 tutte le attività relative al palio di Legnano sono state sospese a causa delle vicende belliche legate alla seconda guerra mondiale |                    |                       |                         |                  |
| 1952 | Cesare Bottini     | Mariangela Alberti    | -                       | -                |
| 1953 | Amelio Crespi      | Mariuccia Taiana      | -                       | -                |
| 1954 | Carlo Crespi       | Mariuccia Salmoiraghi | -                       | -                |
| 1955 | Alberto Gianazza   | Mariuccia Salmoiraghi | -                       | -                |
| 1956 | Pietro Cozzi       | Fernanda Strobino     | -                       | -                |
| 1957 | Ugo Morelli        | Mariuccia Salmoiraghi | -                       | -                |
| 1958 | Ugo Morelli        | Maria Grazia Rolla    | -                       | -                |
| 1959 | Ugo Morelli        | Franca Chiappa        | -                       | -                |
| 1960 | Ugo Morelli        | Carla Oldrini         | -                       | -                |
| 1961 | Ugo Morelli        | Giuliana Bianchetti   | -                       | -                |
| 1962 | Ugo Morelli        | Marina Ciprandi       | -                       | -                |
| 1963 | Ugo Morelli        | Roberta Colombo       | -                       | -                |
| 1964 | Ugo Morelli        | Marinella Schlegel    | -                       | -                |
| 1965 | Ugo Morelli        | Giansandra Morelli    | -                       | -                |
| 1966 | Ugo Morelli        | Graziella Delfitto    | -                       | -                |
| 1967 | Ugo Morelli        | Giansandra Morelli    | -                       | -                |
| 1968 | Ugo Morelli        | Maria Grazia Modorati | -                       | -                |
| 1969 | Ugo Morelli        | Ivana Tieppo          | -                       | -                |
| 1970 | Uberto Gianazza    | Cristina Alberti      | -                       | -                |
| 1971 | Uberto Gianazza    | Maria Pia Ruffini     | Luigi Salmoiraghi       | -                |
| 1972 | Uberto Gianazza    | Fernanda De Gotzen    | Luigi Salmoiraghi       | -                |
| 1973 | Antonio Callegari  | Raffaella Terreni     | Luigi Salmoiraghi       | -                |
| 1974 | Antonio Callegari  | Raffaella Terreni     | Luigi Salmoiraghi       | -                |
| 1975 | Mario Pighetti     | Raffaella Terreni     | Osvaldo Gianazza        | -                |
| 1976 | Mario Pighetti     | Marzia Cattaneo       | Osvaldo Gianazza        | -                |
| 1977 | Mario Landini      | Manuela La Verde      | Mario Pighetti          | -                |
| 1978 | Mario Landini      | Mariangela Rebolini   | Mario Pighetti          | -                |
| 1979 | Mario Landini      | Gigliola Pozzi        | Mario Pighetti          | -                |
| 1980 | Mario Landini      | Gigliola Pozzi        | Mario Pighetti          | -                |
| 1981 | Mario Landini      | Mariangela Rebolini   | Mario Pighetti          | -                |
| 1982 | Elido Pagani       | Nicoletta Tognoni     | Carlo Maria Colombo     | -                |
| 1983 | Nicola Salmoiraghi | Nicoletta Tognoni     | Carlo Maria Colombo     | -                |
| 1984 | Bruno Castoldi     | Nicoletta Tognoni     | Carlo Maria Colombo     | -                |
| 1985 | Bruno Castoldi     | Nicoletta Tognoni     | Carlo Maria Colombo     | -                |
| 1986 | Massimo Pazzano    | Laura Barbera         | Carlo Maria Colombo     | -                |
| 1987 | Massimo Pazzano    | Nicoletta Tognoni     | Carlo Maria Colombo     | -                |
| 1988 | Massimo Pazzano    | Rossella De Risi      | Carlo Maria Colombo     | -                |
| 1989 | Andrea Sampietro   | Rossella De Risi      | Bruno Castoldi          | -                |
| 1990 | Andrea Sampietro   | Rossella De Risi      | Bruno Castoldi          | -                |
| 1991 | Andrea Sampietro   | Sara Bressanelli      | Bruno Castoldi          | -                |
| 1992 | Andrea Sampietro   | Sara Bressanelli      | Bruno Castoldi          | -                |
| 1993 | Germano Merlo      | Sara Bressanelli      | Italo Monaci            | -                |
| 1994 | Germano Merlo      | Francesca Mineo       | Italo Monaci            | -                |
| 1995 | Germano Merlo      | Francesca Mineo       | Italo Monaci            | -                |
| 1996 | Germano Merlo      | Francesca Mineo       | Italo Monaci            | -                |
| 1997 | Germano Merlo      | Ilaria Miracca        | Franco Gavosto          | -                |
| 1998 | Germano Merlo      | Anna Rosa Modorati    | Franco Gavosto          | Andrea Borsani   |
| 1999 | Stefano Borsani    | Chiara Mandelli       | Maurizio Oldrini        | Alberto Gorlini  |
| 2000 | Gigi Colombo       | Chiara Mandelli       | Maurizio Oldrini        | Matteo Capettini |
| 2001 | Gigi Colombo       | Laura Bressanelli     | Maurizio Oldrini        | Andrea Clementi  |
| 2002 | Gigi Colombo       | Laura Bressanelli     | Maurizio Oldrini        | Andrea Clementi  |
| 2003 | Mario Almici       | Francesca Colombo     | Germano Merlo           | Francesco Taiana |
| 2004 | Andrea Clementi    | Francesca Colombo     | Germano Merlo           | Francesco Taiana |
| 2005 | Andrea Clementi    | Francesca Colombo     | Maurizio Castoldi       | Francesco Taiana |
| 2006 | Matteo Garegnani   | Francesca Colombo     | Maurizio Castoldi       | Francesco Taiana |
| 2007 | Matteo Garegnani   | Greta Barlocchi       | Maurizio Castoldi       | Francesco Taiana |
| 2008 | Matteo Garegnani   | Greta Barlocchi       | Maurizio Castoldi       | Francesco Taiana |
| 2009 | Roberto Cozzi      | Greta Barlocchi       | Maurizio Castoldi       | Fabio Meneghin   |
| 2010 | Roberto Cozzi      | Greta Barlocchi       | Maurizio Castoldi       | Fabio Meneghin   |
| 2011 | Andrea Monaci      | Roberta Oldrini       | Giancarlo Alberti       | Fabio Meneghin   |
| 2012 | Andrea Monaci      | Roberta Oldrini       | Giancarlo Alberti       | Emanuele Loaldi  |
| 2013 | Francesco Taiana   | Rossana Genoni        | Mario Almici            | Emanuele Loaldi  |
| 2014 | Francesco Taiana   | Barbara Merlo         | Mario Almici            | Emanuele Loaldi  |
| 2015 | Francesco Rimoldi  | Barbara Merlo         | Gian Piero Edilio Testa | Mattia Mazza     |
| 2016 | Francesco Rimoldi  | Barbara Merlo         | Gian Piero Edilio Testa | Mattia Mazza     |
| 2017 | Francesco Rimoldi  | Monica Caironi        | Franco Gavosto          | Mattia Mazza     |
| 2018 | Francesco Rimoldi  | Anna Visentin         | Giancarlo Alberti       | Mattia Mazza     |
| 2019 | Alessandro Clerici | Anna Visentin         | Marco D'Eliso           | Luca Oldrini     |
| 2020 | Matteo Garegnani   | Michela Mazzucco      | Marco D'Eliso           | Luca Oldrini     |
| 2021 | Matteo Garegnani   | Michela Mazzucco      | Marco D'Eliso           | Marco Banfi      |
| 2022 | Fabio Meneghin     | Michela Mazzucco      | Andrea Clementi         | Marco Banfi      |
| 2023 | Fabio Meneghin     | Michela Mazzucco      | Andrea Clementi         | Marco Banfi      |
| 2024 | Fabio Meneghin     | Marta Rimoldi         | Andrea Clementi         | Yarin Moroni     |
| 2025 | Pietro Potestio    | Marta Rimoldi         | Diego Navarra           | Yarin Moroni     |
| 2026 | Pietro Potestio    | Chiara Colpo          | Diego Navarra           | Yarin Moroni     |

Nota: in grassetto le reggenze che hanno retto la contrada in occasione delle vittorie al palio.

## Contrade avversarie
- San Domenico[1].

## La contrada ed il palio
La contrada di Sant'Erasmo ha conquistato 13 vittorie al palio: 1937, 1939, 1958, 1964, 1969, 1970, 1974, 1975, 1976, 1994, 1998, 2002 e 2014.
| N° vittoria | Anno | Capitano          | Fantino                           | Cavallo     |
| ----------- | ---- | ----------------- | --------------------------------- | ----------- |
| 1           | 1937 | Pietro Pavan      | Antonio Braca detto Cucciolo      | Miki        |
| 2           | 1939 | Guerino Mutti     | Antonio Braca detto Cucciolo      | Miki        |
| 3           | 1958 | Ugo Morelli       | Donato Tamburelli detto Rondone   | Shim        |
| 4           | 1964 | Ugo Morelli       | Bruno Blanco detto Parti e Vai    | Frestola    |
| 5           | 1969 | Ugo Morelli       | Francesco Cuttone detto Mezz'etto | Pasquetta   |
| 6           | 1970 | Uberto Gianazza   | Francesco Cuttone detto Mezz'etto | Pasquetta   |
| 7           | 1974 | Antonio Callegari | Andrea Degortes detto Aceto       | Pou Pouch   |
| 8           | 1975 | Mario Pighetti    | Vincenzo Foglia detto Frasca      | Lucianella  |
| 9           | 1976 | Mario Pighetti    | Vincenzo Foglia detto Frasca      | Lucianella  |
| 10          | 1994 | Germano Merlo     | Martin Ballesteros detto Pampero  | Slavi       |
| 11          | 1998 | Germano Merlo     | Martin Ballesteros detto Pampero  | Noble Nord  |
| 12          | 2002 | Gigi Colombo      | Giuseppe Pes detto Il Pesse       | Pierino     |
| 13          | 2014 | Francesco Taiana  | Giuseppe Zedde detto Gingillo     | Lecca Lecca |

Nel 1976 fu organizzato un palio straordinario disputato all'Arena Civica di Milano in occasione dell'VIII centenario della battaglia di Legnano. Fu vinto dalla contrada San Magno, mentre il palio ordinario venne conquistato dalla contrada Sant'Erasmo. Sant'Erasmo ha vinto anche il palio del 1977. Questa vittoria non venne però assegnata a causa dei diverbi avvenuti tra i fantini di San Bernardino, San Magno e Flora. La contrada Sant'Erasmo, per protesta, non partecipò all'edizione successiva della corsa ippica. La contrada ha anche vinto quattro edizioni della provaccia (1995, 2014, 2016 e 2023) realizzando in un'occasione il "cappotto" (2014).

### Esplicative
1. ↑  In italiano: "amore e fulgore in battaglia sul colle grazie al corvo".
2. ↑  I "manieri" sono le sedi delle contrade di Legnano.

### Bibliografiche
1. 1 2   Il Palio di Legnano entra nel vivo: le rivalità, su ilgiorno.it. URL consultato il 13 maggio 2016.
2. ↑  D'Ilario, 2000, p. 4.
3. 1 2   La contrada e il suo territorio, su contradalegnarello.it. URL consultato il 30 marzo 2016.
4. 1 2 3 4   Contrada Sant'Erasmo, su collegiodeicapitani.it. URL consultato il 4 aprile 2014.
5. 1 2  Agnoletto, p. 70.
6. ↑  Vecchio, p. 249.
7. 1 2 3 4   La storia della chiesa di S. Erasmo è legata all'ospizio di Bonvesin de la Riva, su legnano.org. URL consultato il 4 aprile 2014 (archiviato dall'url originale il 16 marzo 2007).
8. 1 2 3  D'Ilario, 1984, p. 232.
9. 1 2  D'Ilario, 2003, p. 37.
10. ↑   Il cuoco segreto dei Papi: Bartolomeo Scappi e la Confraternita dei cuochi., su books.google.it. URL consultato il 19 gennaio 2016.
11. ↑  D'Ilario, 1984, p. 39.
12. ↑  D'Ilario, 1984, p. 236.
13. ↑  D'Ilario, 1984, p. 233.
14. ↑  D'Ilario, 2000, p. 8.
15. 1 2 3 4 5 6 7  Autori vari, p. 202.
16. ↑  Autori vari, p. 173.
17. ↑   Le reggenze (PDF), su paliodilegnano.it. URL consultato il 6 agosto 2017.
18. ↑   L'albo d'oro del Palio di Legnano, su contradalegnarello.it. URL consultato il 4 aprile 2014.
19. 1 2 3   L'albo d'oro del Palio di Legnano, su contradalegnarello.it. URL consultato il 4 aprile 2014.
20. ↑   La Provaccia, su contradalegnarello.it. URL consultato il 29 maggio 2017.